# Damphreux
Damphreux är en ort och kommun i distriktet Porrentruy i kantonen Jura, Schweiz. Kommunen har 185 invånare (2021).